# Australian Convict Sites

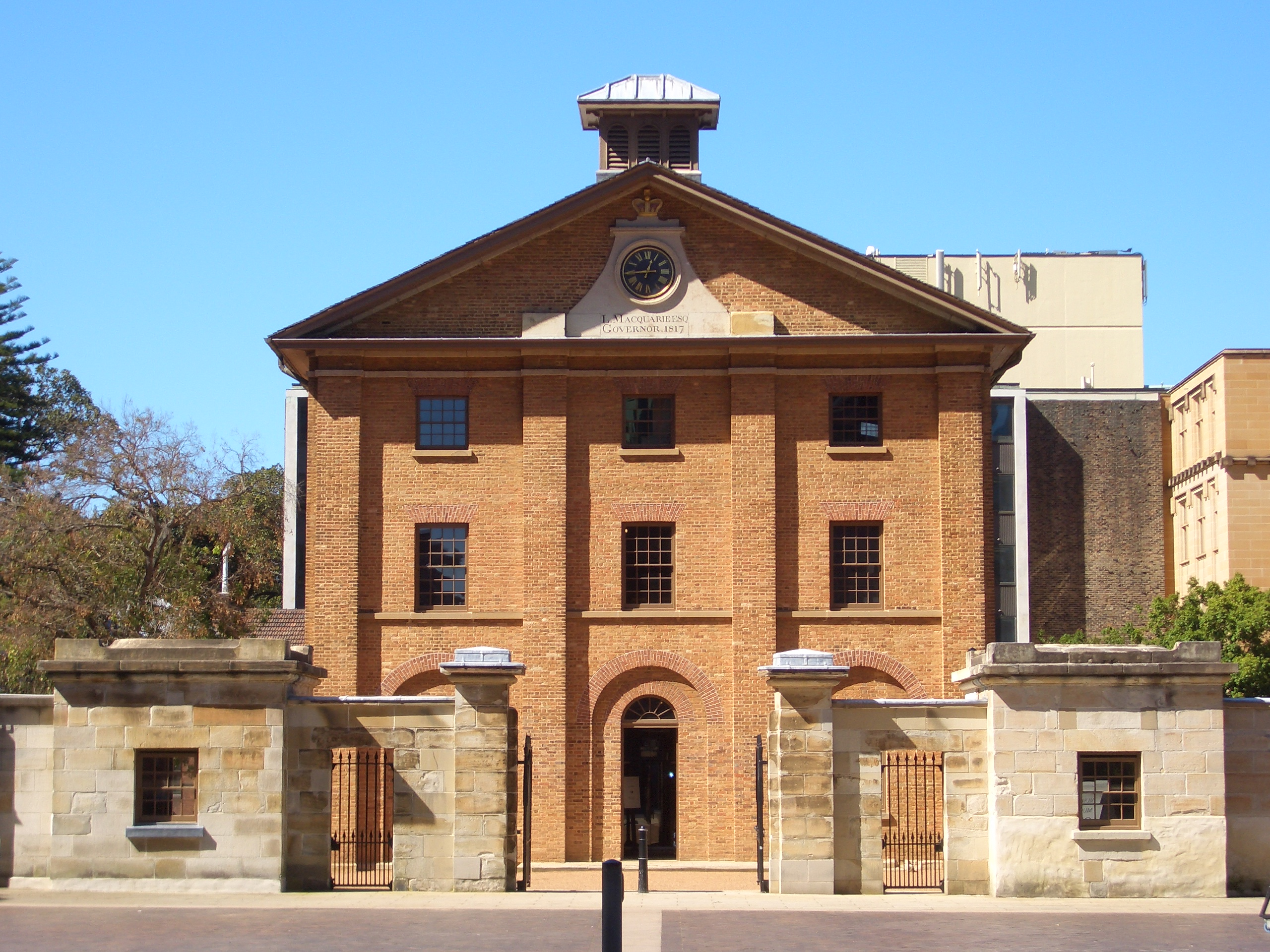
Hyde Park Barracks in Sydney, erbaut von Sträflingen

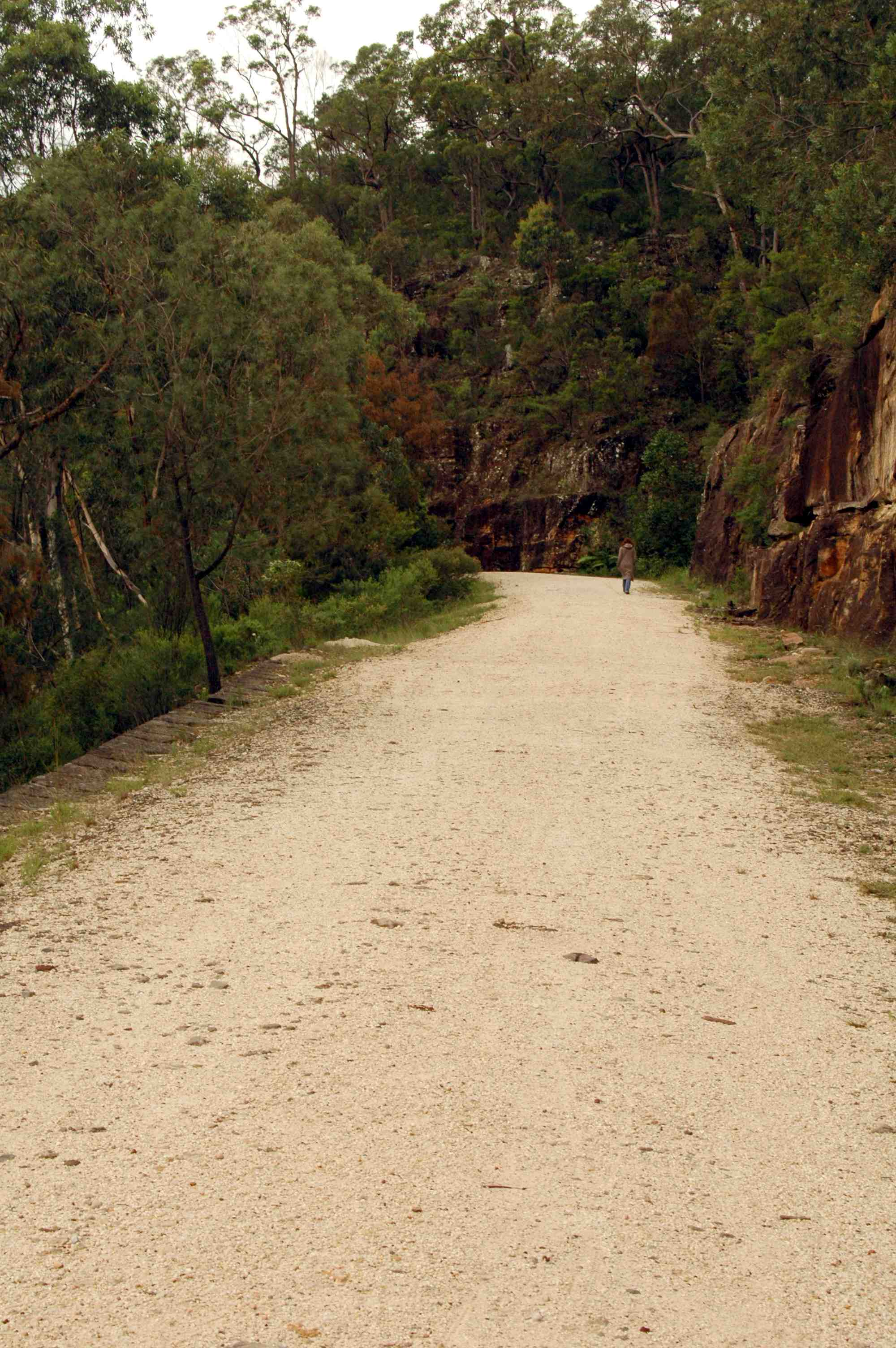
Straßen am Devines Hill hergestellt durch Sträflinge (1825–1836) von Sydney ins Hunter Valley

Elf Australian Convict Sites (deutsch: Australische Strafgefangenenlager) sind am 2. August 2010 in die Liste des UNESCO-Welterbes eingetragen worden. Es handelt sich denkmalgeschützte Orte, Objekte und eine Straße, die vom 18. bis ins 19. Jahrhundert entstanden, als Australien noch eine Sträflingskolonie war. Die elf historischen Orte wurden stellvertretend für die Lebens- und Arbeitsverhältnisse der Sträflinge ausgewählt, sie zeigen aber auch, welche Leistungen die Sträflinge erbrachten bzw. zu welchen sie gezwungen wurden.
Von diesen Weltkulturerbestätten liegen fünf in Tasmanien, vier in New South Wales und je ein Ort in Western Australia und auf Norfolk Island. Darunter befinden sich Beispiele der Arbeits- und Lebensverhältnisse von Sträflingen in Sträflingslagern und Gefängnissen, der Bau einer Straße und eines Regierungsgebäudes, Arbeit und Leben in einem Kohlebergwerk und auf einer Farm. Es gibt mehr als 3000 Orte, die auf die Menschen in der Strafkolonie Australien zurückgehen.
Durch die Auswahl und Darstellung soll auch gezeigt werden, wie sich ein Wandel in der Behandlung von Sträflingen von rigidem Zwang zur Arbeit, kasernierter Unterbringung und Disziplinierung, Arbeit für die allgemeine Öffentlichkeit und Arbeit für private Wirtschaftsunternehmen bis zur liberaleren Behandlung und Unterbringung vollzog, die der Gouverneur Lachlan Macquarie einleitete.
Ausgewählt wurden elf Orte, die die damaligen Verhältnisse am besten widerspiegeln:
- Cockatoo Island, New South Wales, Sträflingslager[2]
- Great North Road, New South Wales, Bau einer Straße[3]
- Hyde Park Barracks, New South Wales, Sträflingsgebäude[4]
- Old Government House in Parramatta, New South Wales, Bau eines Regierungsgebäudes[5]
- Kingston and Arthurs Vale Historic Area, Norfolk Island, Sträflingslager[6]
- Brickendon and Woolmers Estates, Tasmanien, Sträflingsunterbringung und Arbeit auf einer Farm[7]
- Cascades Female Factory (Tasmanien), Frauen-Sträflingslager[8]
- Coal Mines Historic Site, Tasmanien, Kohlebergwerk[9]
- Darlington Probation Station, Tasmanien, Sträflingslager[10]
- Port Arthur, Tasmanien, Sträflingslager[11]
- Fremantle Prison, Western Australia, Gefängnis[12]

Die Australian Convict Sites sind auch eingetragen in der Australian National Heritage List.